# Луитгард (Фалкенщайн)
Вижте пояснителната страница за други личности с името Луитгард.
Луитгард (Лукарда) фон Фалкенщайн (на немски: Luitgard (Lukard) von Falkenstein; * ок. 1357, замък Фалкенщайн, Пфалц, Бавария; † сл. 28 май 1391) от фамилията Фалкенщайн, е наследничка на господствата Кьонигщайн и Мюнценберг и чрез женитба господарка на Епенщайн.

## Произход
Тя е дъщеря на Филип VI фон Фалкенщайн († 1373) и третата му съпруга Агнес фон Фалкенщайн-Мюнценберг († 1380), дъщеря на Филип V фон Фалкенщайн-Боланден († 1365/1343) и Елизабет фон Ханау († 1389).(† 1389). Сестра е на Вернер фон Фалкенщайн († 1418), архиепископ на Трир (1388 – 1418).

## Фамилия
Луитгард (Лукарда) се омъжва сл. 1376 г. за Еберхард I фон Епщайн († 1391). Тя е третата му съпруга. Те имат децата:
- Готфрид VII (* ок. 1375; † 28 февруари 1437), граф на Епенщайн и Мюнценберг, женен през 1401 г. за Юта фон Насау-Диленбург († 1424)
- Еберхард II (* ок. 1380, † 3 юли 1443), граф на Епенщайн и господар на Кьонигщайн, женен 1408/1412 г. за Анна фон Кронберг
- Вернер (* ок. 1437), господар на Цигенберг
- Маргарета